# Petite Côte

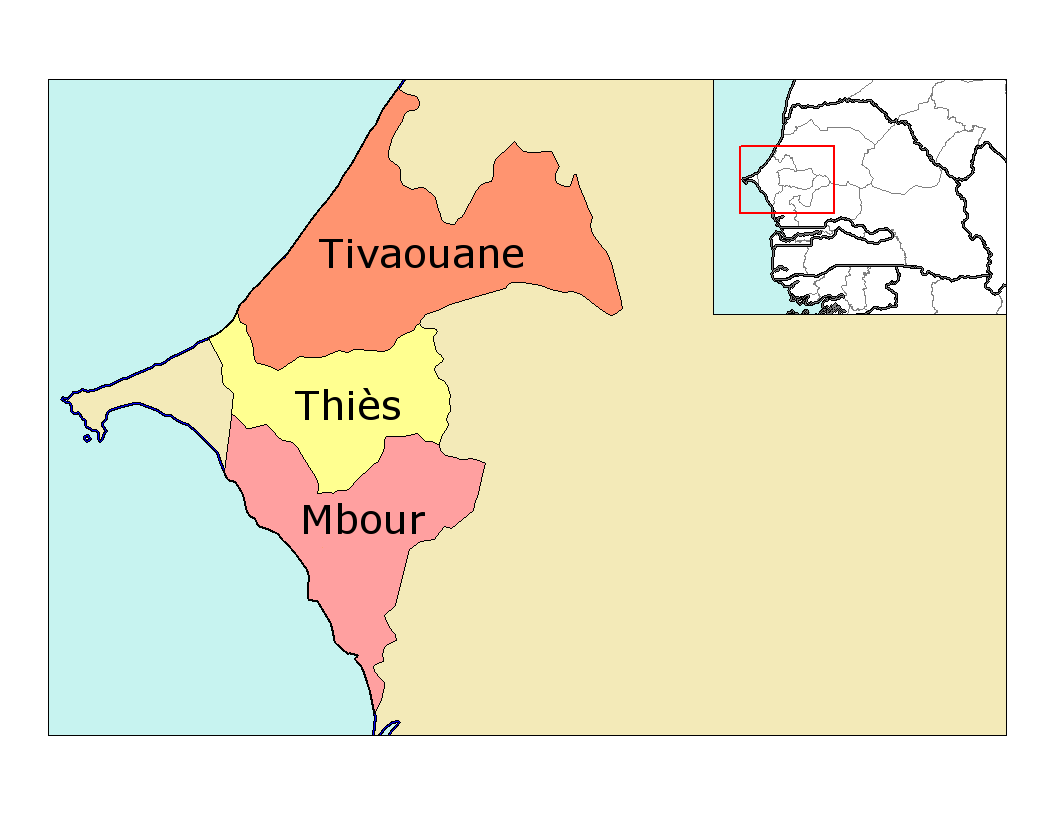
La Petite Côte è la costa a sud della penisola di Capo Verde ove si trova la regione di Dakar.

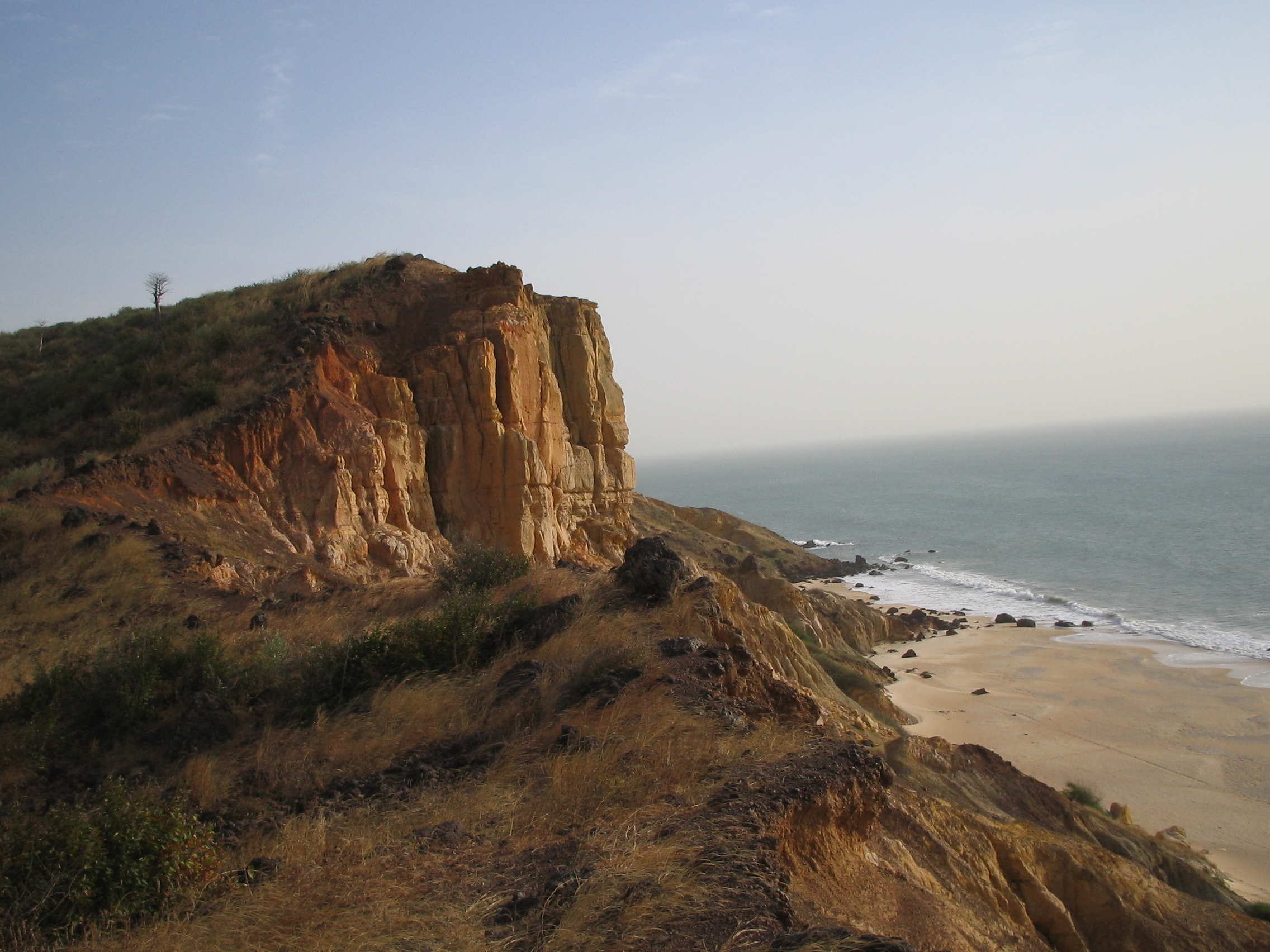
La scogliera di Popenguine.

La Petite Côte è la costa senegalese a sud di Dakar, tra la penisola di Capo Verde e il delta dei fiumi Sine e Saloum; è compresa nel tratto litoraneo del dipartimento di M'bour (regione di Thiès), a sud, e marginalmente del dipartimento di Rufisque (regione di Dakar), a nord.
È così designata per distinguerla dal tratto di costa a nord della capitale senegalese che giunge fino a St. Louis e che è denominata Grande-Côte.
Gli abitanti della regione sono principalmente lebou, di etnia wolof, e sérèr, altra importante etnia del Senegal, e sono a maggioranza musulmana, anche se si nota la presenza di comunità cattoliche (con chiese e missioni).
Protetta dalla penisola di Capo Verde, che la ripara dalle correnti oceaniche, la Petite Côte gode di un clima piacevole e di un mare tranquillo, adatto alla balneazione, ed è una delle principali mete turistiche del paese, frequentata anche da facoltosi cittadini francesi e libanesi.
I centri principali della Petite Côte sono, da nord a sud: 
- Rufisque, città ricca di storia (l'antica Rufisco dell'epoca coloniale portoghese);
- Toubab Dialo, piccolo villaggio popolato da lebou;
- Popenguine, villaggio situato su una falesia a picco sull'oceano;
- La Somone, ben conosciuta per la sua laguna;
- Sály, la più famosa stazione balneare del paese grazie a quattro chilometri di spiagge dalla sabbia dorata;
- M'bour, la più grande città della costa e la capitale del dipartimento omonimo;
- Mbodiène, sito propizio al bird-watching presso la piccola laguna;
- Ngazobil, sede di una missione cattolica fin dal XIX secolo;
- i villaggi gemelli di Joal-Fadiouth, che ospitano un cimitero misto di musulmani e cristiani e sono considerati un esempio di tolleranza religiosa.

Oltre Joal, nota anche per aver dato i natali al celebre poeta Léopold Sédar Senghor, cantore della négritude e primo presidente della repubblica del Senegal, la costa prosegue verso Palmarin e Djifer, addentrandosi nel delta dei fiumi Sine e Saloum, che costituisce una distinta entità geografica.
L'entroterra della Petite Côte ospita diverse riserve naturali, come la riserva di Bandia (vicina a Saly), quella di Popenguine e quella della Somone.
| Controllo di autorità | VIAF (EN) 315139221 |